# Dana Hee
Dana Hee (Baton Rouge, Louisiana, 9 de novembro de 1961) é uma artista marcial, dublê, atriz e comentarista esportiva. Entre suas participações em filmes, interpretou a personagem Mileena no filme Mortal Kombat: A Aniquilação e logo após participou do elenco da série Mortal Kombat: Conquest, como a assassina pessoal de Quan Chi (Siann). 

## Carreira
Dana Hee iniciou sua carreira cinematográfica como dublê de atrizes como Jennifer Garner, Kristanna Loken, Talisa Soto e Nicole Kidman, entre outras.  Sua estreia na TV como dublê foi em 1989, na série SOS Malibu, após ganhar medalha de ouro nas Olimpíadas de 1988, na modalidade taekwondo.
Foi dublê de Sandra Bullock no filme O Demolidor e fez figuração nele. Mas seu primeiro trabalho como atriz aconteceu no filme A Experiência, no qual interpretou uma criatura. Em 1995 ela seria Kitana em Mortal Kombat - O Filme, mas por alguns problemas ela teve que sair do elenco antigo que contava com ainda com Cameron Diaz como Sonya Blade, e Ho Sung Pak como Liu Kang. Em 1997 ela apareceu em Mortal Kombat: A Aniquilação, mas como a personagem Mileena. De 1998 a 1999 deu vida a vilã Siann de Mortal Kombat: Conquest. 
No ano de 2000 ela participou do documentário dirigido por John Medlen Mortal Kombat Federação das Artes Marciais, que ainda contava com Adoni Maropis (Quan Chi), Chris Casamassa (Scorpion), entre outros atores. Fez 2 participações no seriado Um Policial Da Pesada, no 2º episódio da 1ª temporada ela interpretou uma assassina, e voltou no 12º episódio da 2ª temporada como a mafiosa Sra. Fontaine.
Em 2001 esteve no filme A Senha: Swordfish com Halle Berry, John Travolta e Hugh Jackman. Neste mesmo período, interpretou também a heroína da Marvel Red Sonja. Inicialmente ela estava cotada no elenco de Mortal Kombat 3: A Devastação, mas deixou de ser atriz/dublê, para se tornar comentarista esportiva do canal ESPN. Atualmente ela tem um programa na ESPN, é empresária do ramo de esportes, e é professora de taekwondo em sua academia no Texas.

## Filmografia Principal
- 2010 - The Spy Next Door - Freira
- 2010 - Legion - Garota Selvagem
- 2002 - Red Sonja - Red Sonja
- 2001 - Swordfish - Refém
- 2000 - Mortal Kombat: Federação das Artes Marciais  - Siann
- 2000-2001 - Um Policial da Pesada - Senhorita Fontaine
- 1998-1999 - Mortal Kombat Conquest - Siann
- 1997 - Mortal Kombat: Aniquilação -  Mileena
- 1995 - Mortal Kombat - Kitana (nas primeiras gravações/cancelado)
- 1995 - A Experiência - Criatura
- 1993 - O Demolidor - Figurante